# Patrick N'Koyi
Patrick N'Koyi-Kiabu (Kinshasa, 1 januari 1990) is een Congolees-Nederlands voetballer die doorgaans als aanvaller speelt.

## Loopbaan
N'Koyi werd geboren in Congo en kwam als vluchteling naar Nederland toen hij vier jaar oud was. Hij voetbalde in jeugdelftallen van de Eindhovense amateurclubs VV Acht en WVVZ, voordat hij terechtkwam bij FC Eindhoven. Op 20 maart 2009 maakte hij daar zijn debuut in het betaalde voetbal. Na drieënhalf seizoen bij de blauw-witten verkaste hij in 2012 naar Fortuna Sittard.  Hij tekende in juni 2017 een contract bij Dundee United nadat hij eerder kort in Thailand was. In december 2017 werd zijn contract bij Dundee ontbonden. In januari 2018 ondertekende hij een contract in Indonesië bij Madura United maar enkele weken later werd dat alweer ontbonden. Eind mei 2018 verbond N'Koyi zich voor het seizoen 2018/19 aan TOP Oss dat een optie op nog een seizoen heeft. In februari 2019 ging hij naar het IJslandse UMF Grindavík. Medio 2019 ging hij voor Sporting Hasselt spelen. In 2020 ging hij naar EVV.

## Carrière
| Seizoen | Club              | Competitie            | Wedstrijden | Doelpunten |
| ------- | ----------------- | --------------------- | ----------- | ---------- |
| 2008/09 | FC Eindhoven      | Eerste divisie        | 4           | 0          |
| 2009/10 | FC Eindhoven      | Eerste divisie        | 28          | 12         |
| 2010/11 | FC Eindhoven      | Eerste divisie        | 22          | 4          |
| 2011/12 | FC Eindhoven      | Eerste divisie        | 3           | 1          |
| 2012/13 | Fortuna Sittard   | Eerste divisie        | 29          | 15         |
| 2013/14 | Fortuna Sittard   | Eerste divisie        | 30          | 13         |
| 2014/15 | Petrolul Ploieşti | Liga 1                | 17          | 1          |
| 2015/16 | Rapid Boekarest   | Liga 2                | 23          | 2          |
| 2016/17 | MVV Maastricht    | Eerste divisie        | 22          | 8          |
| 2017/18 | Dundee United FC  | Scottish Championship | 8           | 0          |
| 2018/19 | TOP Oss           | Eerste divisie        | 6           | 0          |
| 2019    | UMF Grindavík     | Úrvalsdeild           | 8           | 1          |
| Totaal  | Totaal            | Totaal                | 200         | 57         |

## Erelijst
| Kampioen Liga 2 | 1x | 2015/16 |